# Jamison Valley

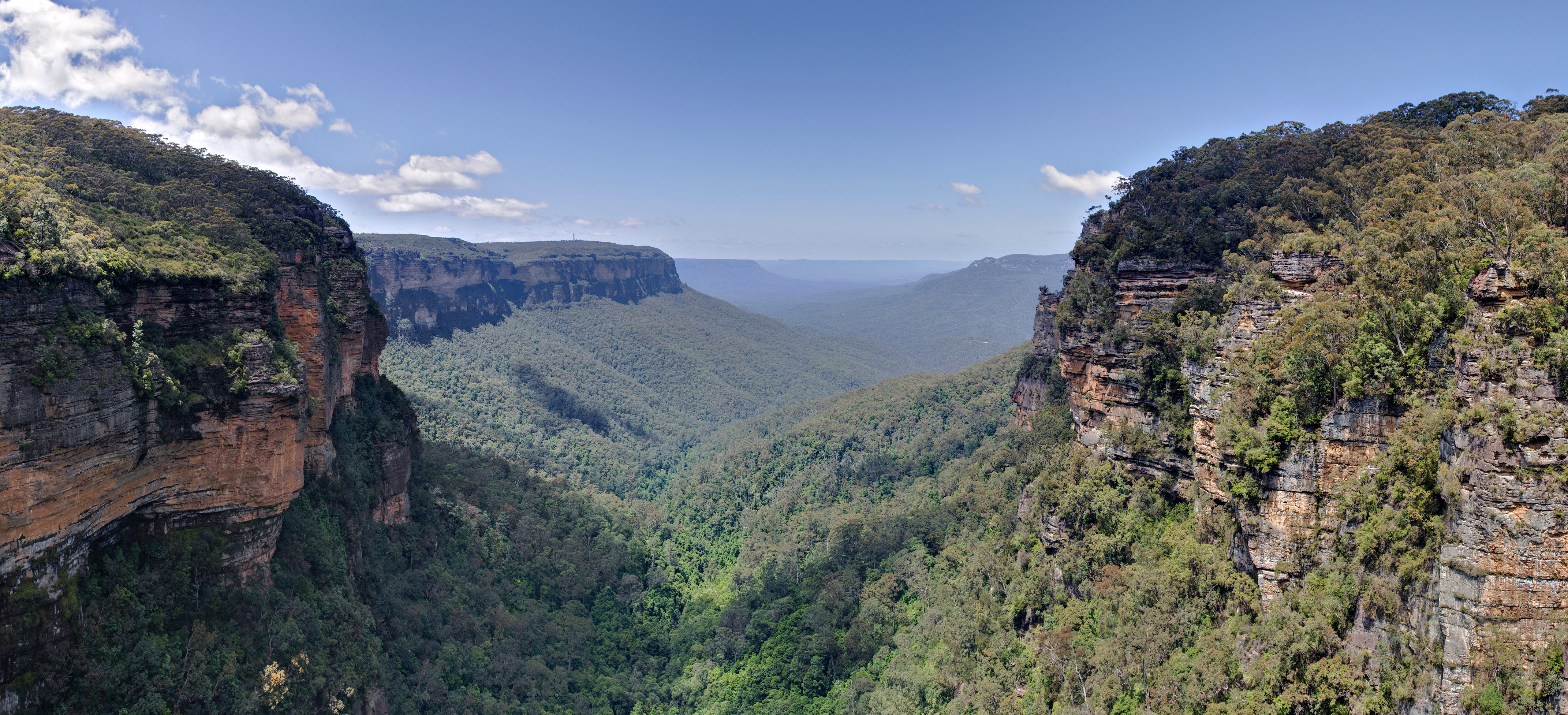
Blick auf das Jamison Valley

Das Jamison Valley (Jamison-Tal) ist Teil des Coxs River Canyons in den Blue Mountains im australischen Bundesstaat New South Wales. Es liegt einige Kilometer südlich von Katoomba, dem Hauptort der Blue Mountains.
Das Tal wurde durch Lachlan Macquarie, den Gouverneur der damaligen britischen Kolonie New South Wales nach Sir John Jamison (1776–1844) einem bekannten Landbesitzer und Arzt, benannt. Im Jahr 1815 hatten Jamison und Macquarie eine Reise in die Blue Mountains unternommen und dabei auch das Tal gesehen. Im Jahr 1836 besuchte auch der britische Naturforscher Charles Darwin das Tal und zeigte sich von dessen Schönheit beeindruckt.
In Nord-Süd-Richtung erstreckt sich das Tal über zwölf Kilometer und in west-östlicher Richtung über etwa zehn Kilometer. Das Tal ist ganz überwiegend von Eukalyptuswäldern bedeckt. An einigen Ecken (in der Nähe von  Wasserstellen) findet sich auch gemäßigter Regenwald. Das Tal ist ein beliebtes Ausflugsziel für Wanderer und Campingtouristen.